# Cheiloseae
Cheiloseae es una tribu de plantas de flores perteneciente a la familia Euphorbiaceae. Comprende 2 géneros.

## Géneros
- Cheilosa
- Neoscortechinia